# Kirżemany (rejon atiaszewski)
Kirżemany (ros. Киржеманы) – wieś (sieło) w Rosji, w Mordowii, w rejonie atiaszewskim. W 2010 liczyła 625 mieszkańców.

## Urodzeni
- Wasilij Jaksargin – radziecki wojskowy.